# William Holbrook Beard
Pour les articles homonymes, voir Beard.
William Holbrook Beard, né le 13 avril 1824 à Painesville dans l'État de l'Ohio et décédé le 20 février 1900 à New York dans l'État de New York aux États-Unis, est un peintre portraitiste, animalier, paysagiste et de genre américain. Au cours de sa carrière, il a peint des portraits, des animaux et des paysages, avant de se faire une réputation nationale avec ces tableaux présentant une grande variété de sujets satiriques, allégoriques et anthropomorphiques où se mêlent humains et animaux mimant ou caricaturant les activités ou la folie de la vie humaine, dont de multiples singeries.

## Biographie
William Holbrook Beard naît à Painesville dans l'état de l'Ohio en 1824. Il a pour frère aîné le peintre James Henry Beard avec qui il commence sa formation artistique. Il commence sa carrière comme peintre portraitiste à New York. En 1850, il ouvre un studio à Buffalo. Il voyage ensuite en Europe pendant deux ans, en compagnie des peintres de la Hudson River School Albert Bierstadt, Sanford Robinson Gifford et Worthington Whittredge. Il se forme notamment à l'académie des beaux-arts de Düsseldorf, faisant partie de l'école de peinture de Düsseldorf et visite l'Allemagne, l'Italie et la Suisse.
À son retour aux États-Unis en 1858, il revient à Buffalo où il fait la connaissance de sa future épouse, Caroline, fille du célèbre peintre portraitiste et artiste de genre Thomas Le Clear (1818-1882), avec qui il se marie en 1863. Au début des années 1860, il déménage son studio à New York au sein du Tenth Street Studio Building (en). En 1866, il voyage à travers le Nord des États-Unis en compagnie de l'écrivain et explorateur Bayard Taylor afin de se rendre à Denver dans l'état du Colorado, ou il souhaite étudier les montagnes Rocheuses dans le but de créer des esquisses de futurs tableaux. Mais il ne trouve pas l'inspiration.
Il retourne alors à New York ou il passe le reste de sa vie. Au cours de sa carrière, il travaille comme peintre portraitiste, peintre animalier et peintre paysagiste, mais est particulièrement remarqué pour ces œuvres ou il mêle des sujets satiriques, allégoriques et fantastiques. Il signe notamment plusieurs singeries, des peintures humoristiques mettant en scène des singes habillés de costumes et pratiquant des activités humaines (métiers, loisirs et plaisirs de l'époque, comme la musique ou le tabagisme). Il réalise également des toiles ou se mêle différents animaux (ours, chats, chiens, chevaux, souris et lapins ...) anthropomorphes mimant ou caricaturant les activités ou la folie de la vie humaine. Il est membre de l'académie américaine des beaux-arts ou il expose régulièrement ses œuvres.
Il décède à New York en 1900. Il est enterré dans le cimetière de Green-Wood à Brooklyn. Il a pour neveu l'illustrateur et écrivain Daniel Carter Beard (en).
Ces œuvres sont notamment visibles ou conservées au Brooklyn Museum, à la New-York Historical Society, à l'académie américaine des beaux-arts, au musée américain d'histoire naturelle et au Metropolitan Museum of Art de New York, au Smithsonian American Art Museum de Washington, à la Massachusetts Historical Society et au musée des Beaux-Arts de Boston, au musée d'Art de Toledo, au Buffalo Bill Center of the West de Cody, au Fogg Art Museum de Cambridge, au Wellin Museum of Art (en) de Clinton, à la Rhode Island School of Design Museum de Providence, au Currier Museum of Art de Manchester, au Heckscher Museum of Art (en) d'Huntington, au musée d'art d'Indianapolis, au National Museum of Wildlife Art de Jackson Hole, à l'Utah Museum of Fine Arts de Salt Lake City, à la Joslyn Art Museum d'Omaha, au Montgomery Museum of Fine Arts de Montgomery, au Brandywine River Museum (en) de Chadd's Ford, au Crystal Bridges Museum of American Art de Bentonville, à la St. Johnsbury Athenaeum (en) de Saint-Johnsbury et au Wadsworth Atheneum d'Hartford.

## Œuvres

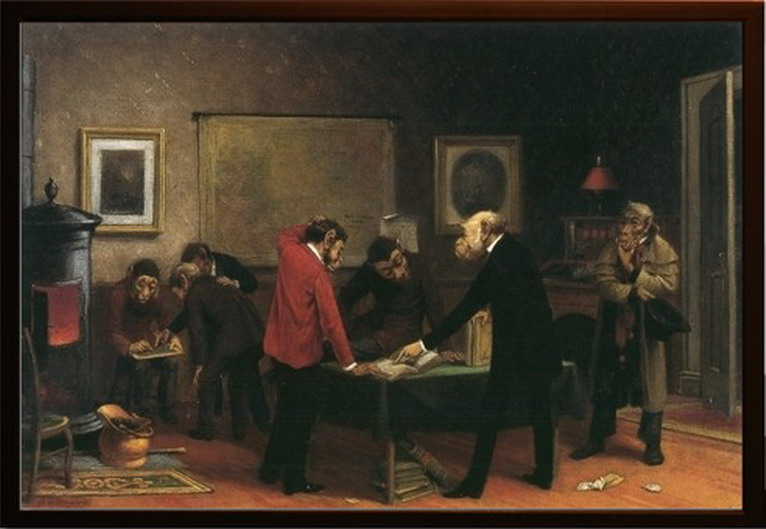
Scientists at Work, sans date
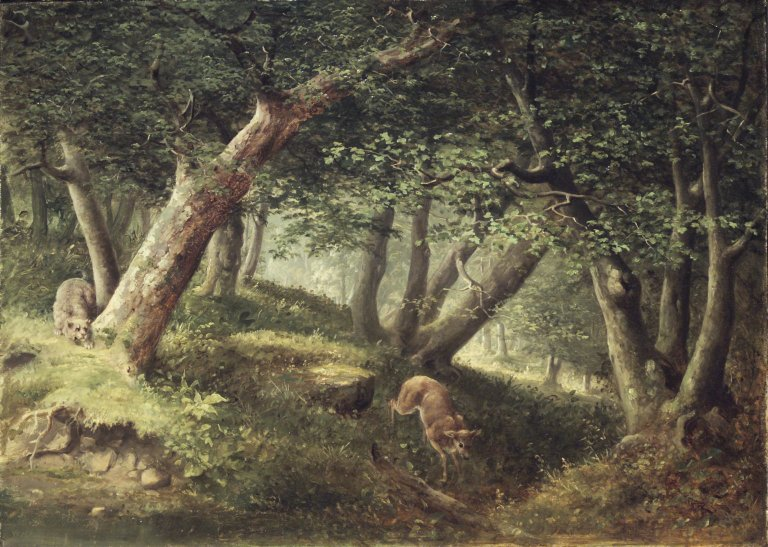
In the Forest, 1856, Brooklyn Museum
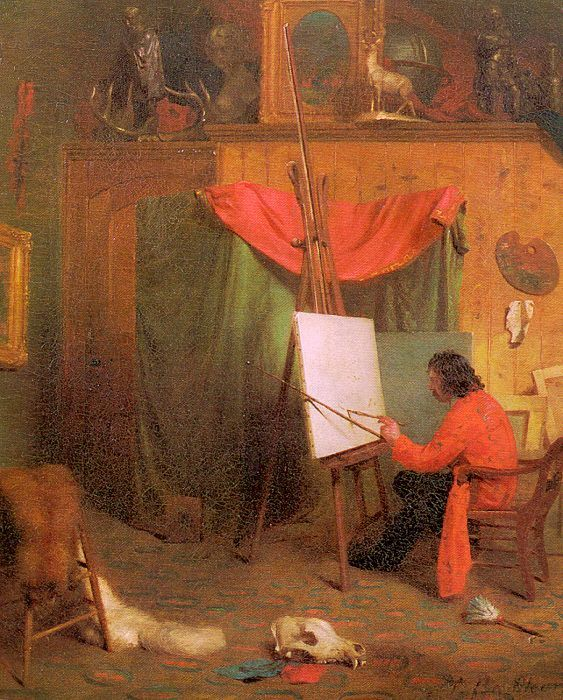
Self Portrait in the Studio, vers 1860, New-York Historical Society
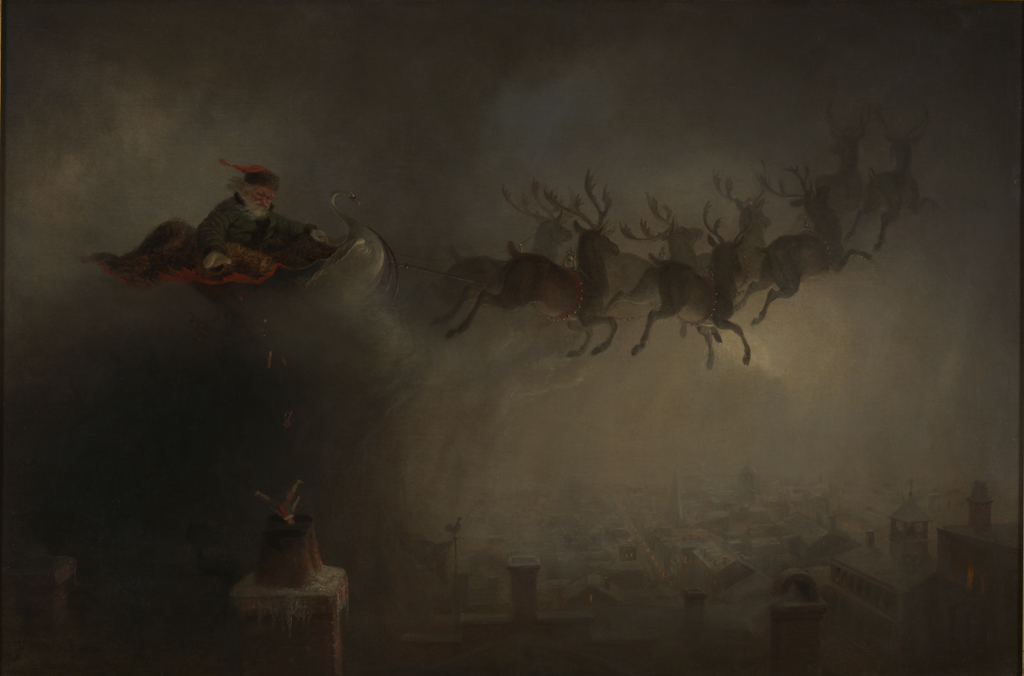
Santa Claus, 1862, Rhode Island School of Design Museum
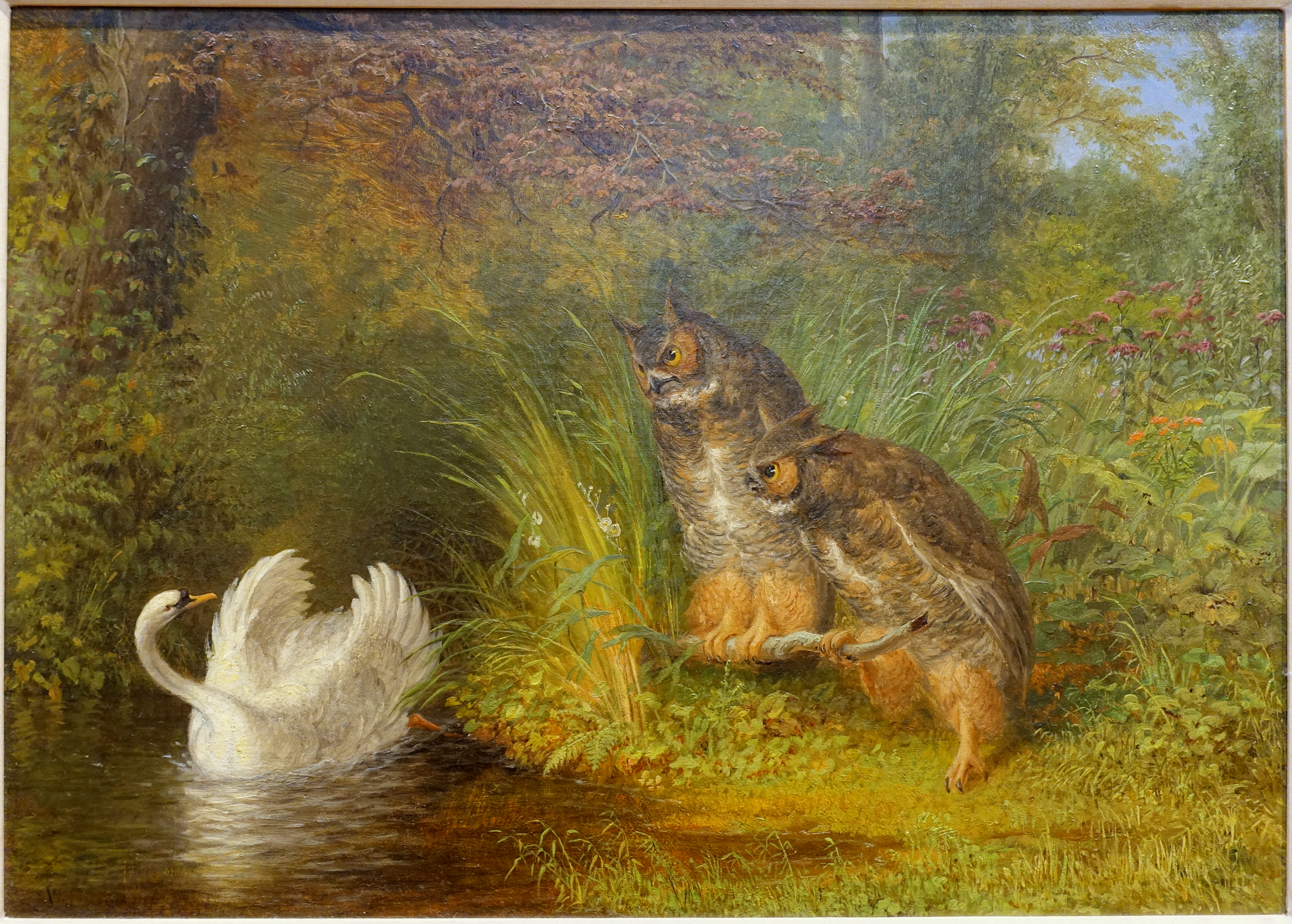
Susanna and the Elders, Currier Museum of Art
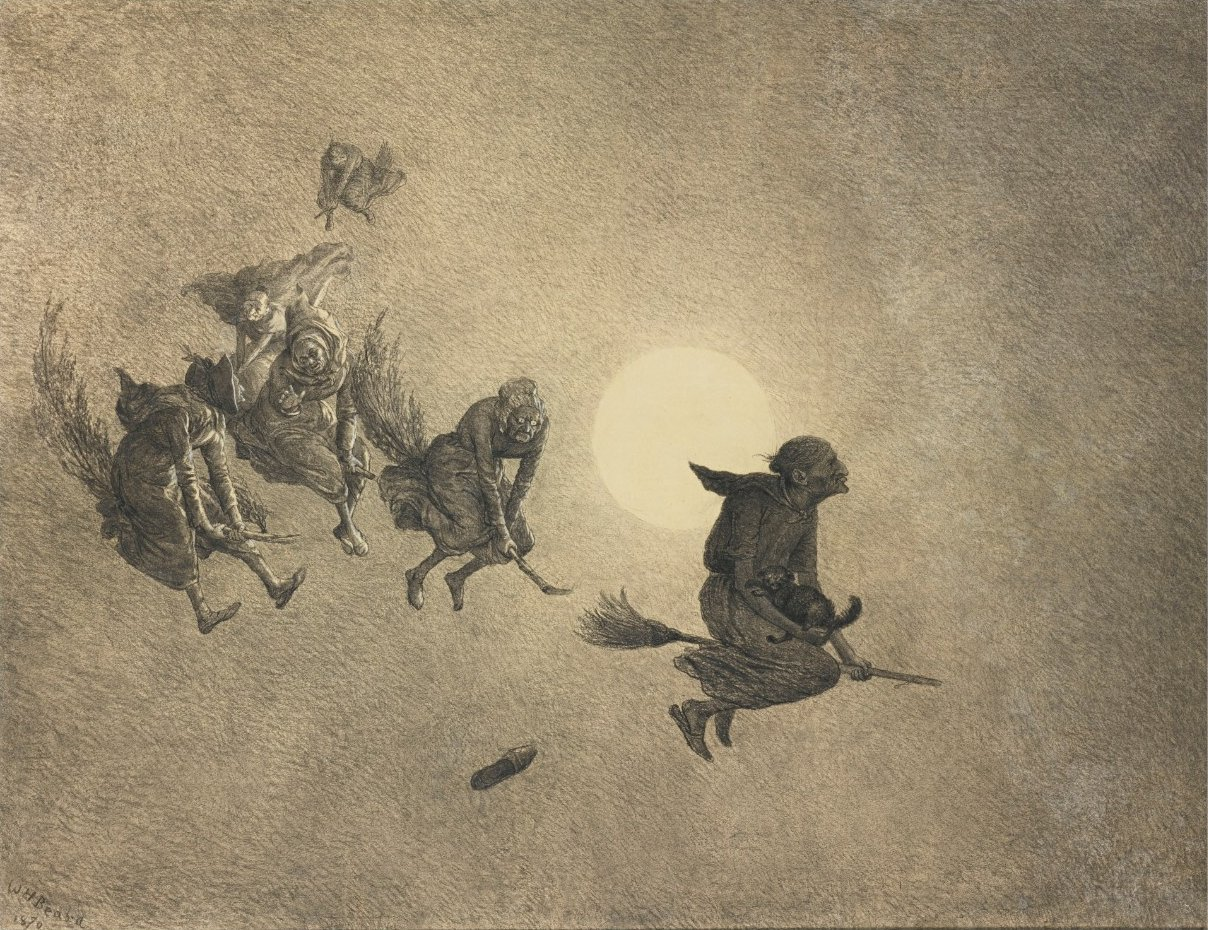
The Witches' Ride, 1870
Gravure de Samuel Hollyer d'après Flaw in a the Tittle, 1871
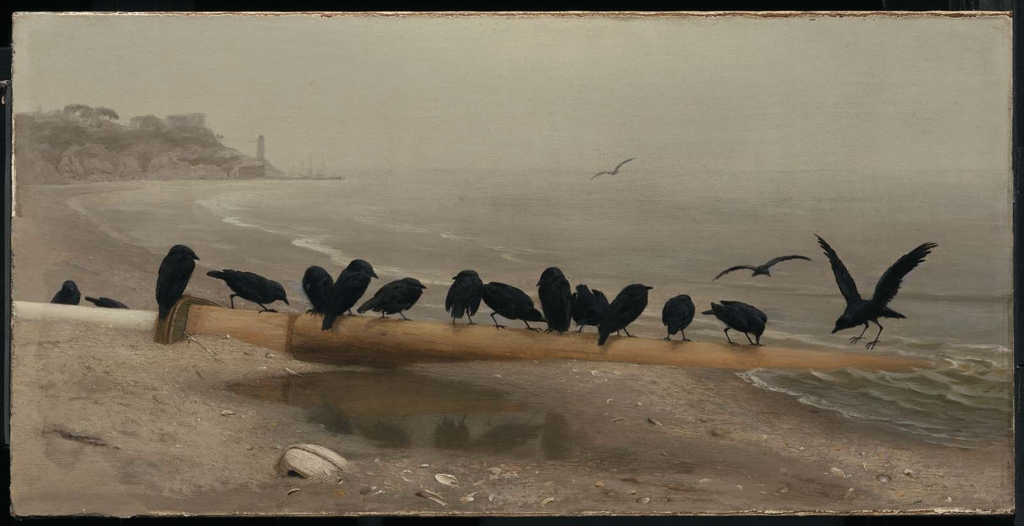
The Wreckers, 1874, Musée des Beaux-Arts de Boston
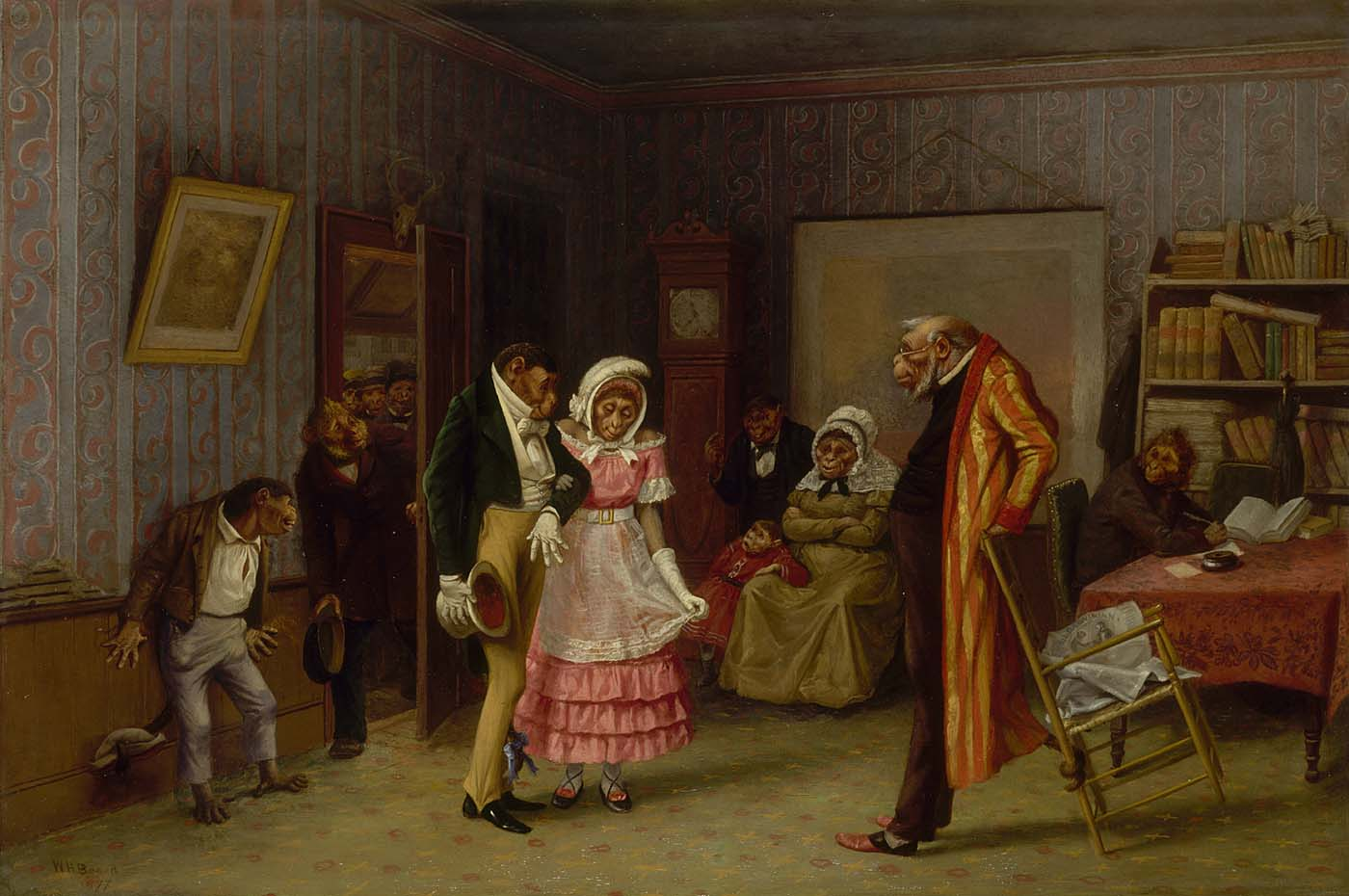
The Runaway Match, 1877, Smithsonian American Art Museum
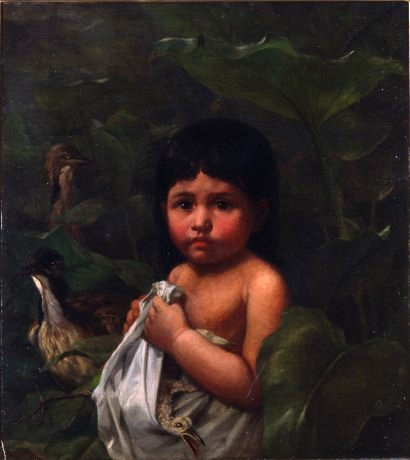
Seminole Child with Bittern, 1878, Wellin Museum of Art (en)
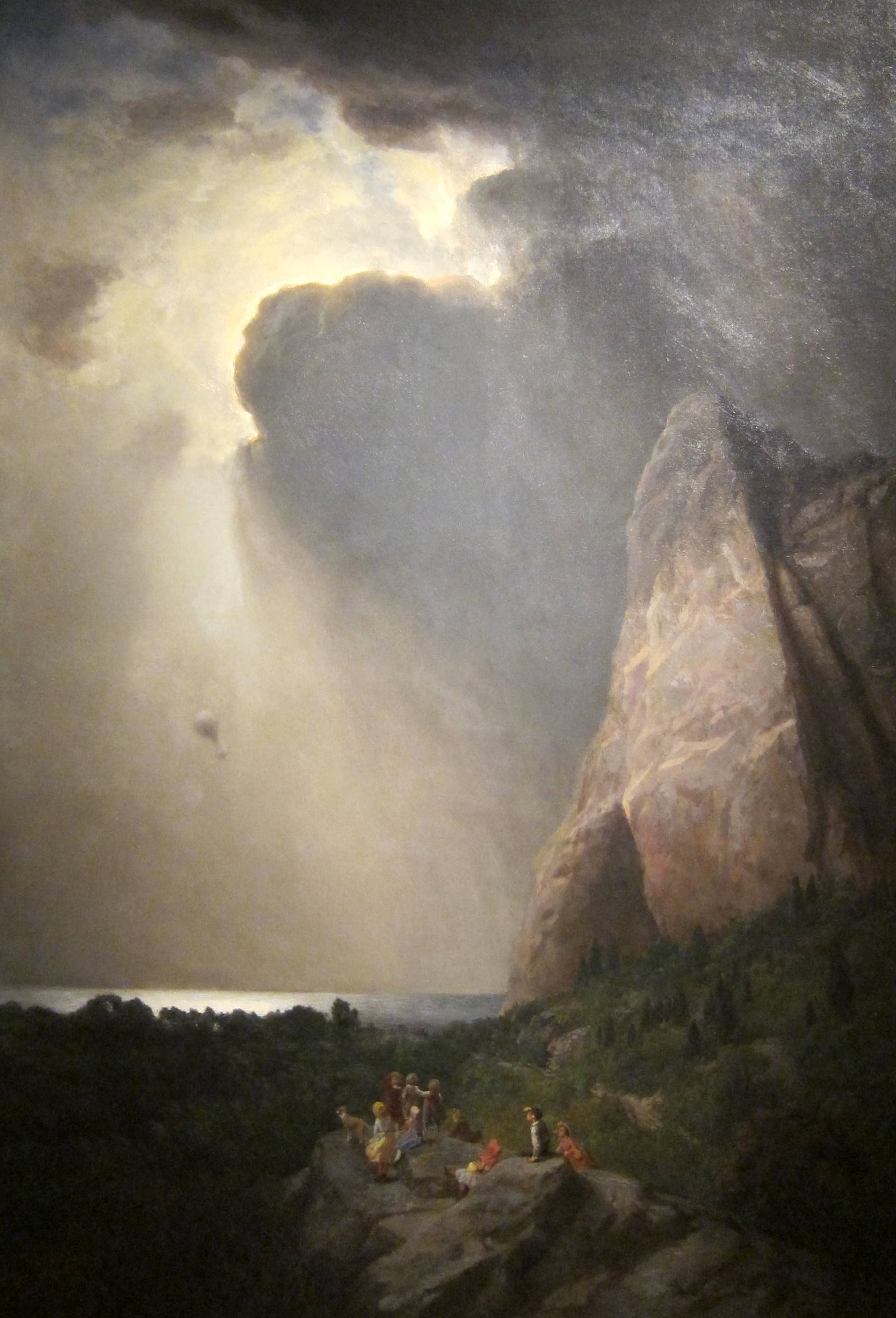
The Lost Balloon, 1882, Smithsonian American Art Museum
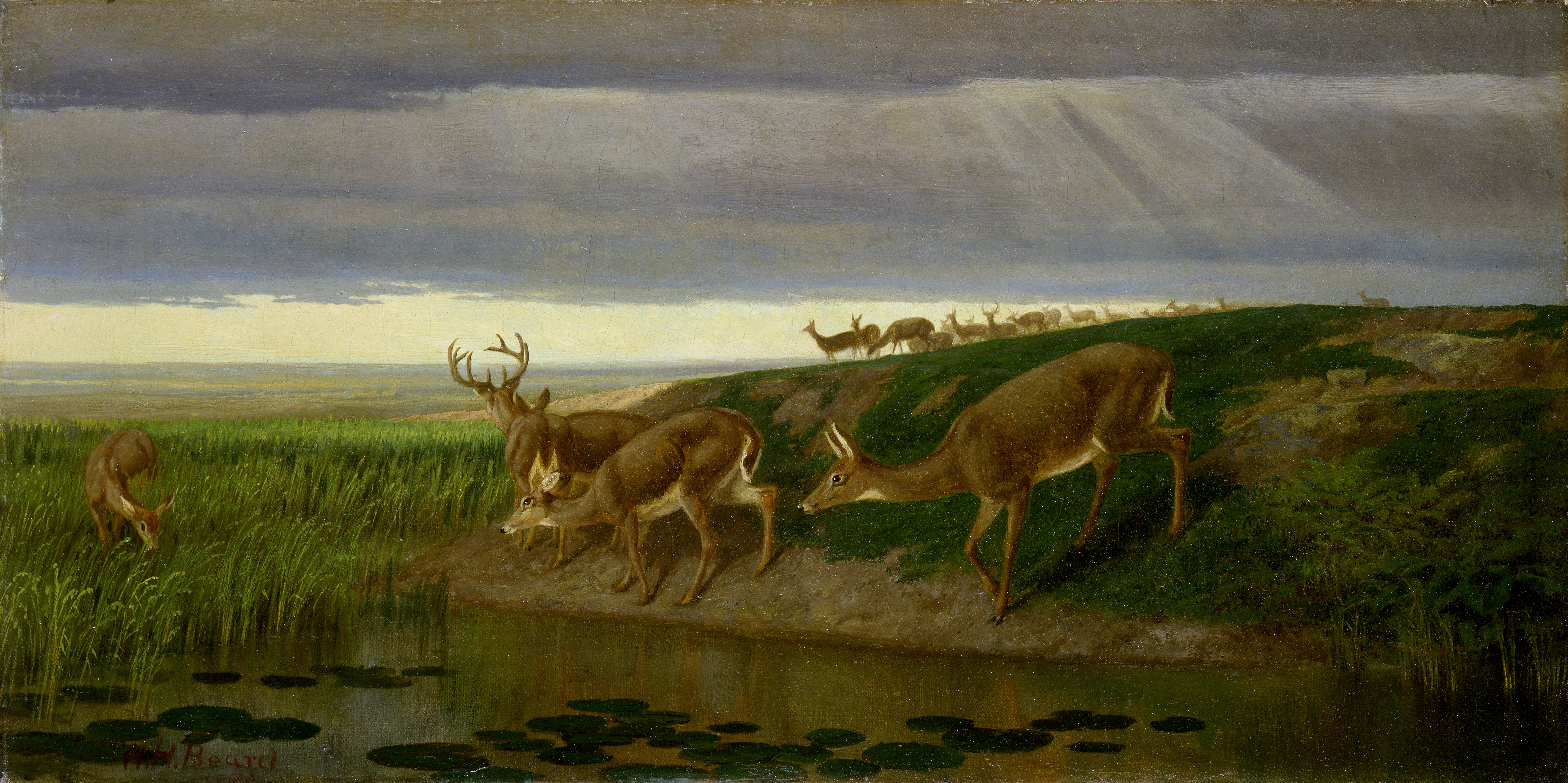
Deer on the Prairie, 1884, Buffalo Bill Center of the West
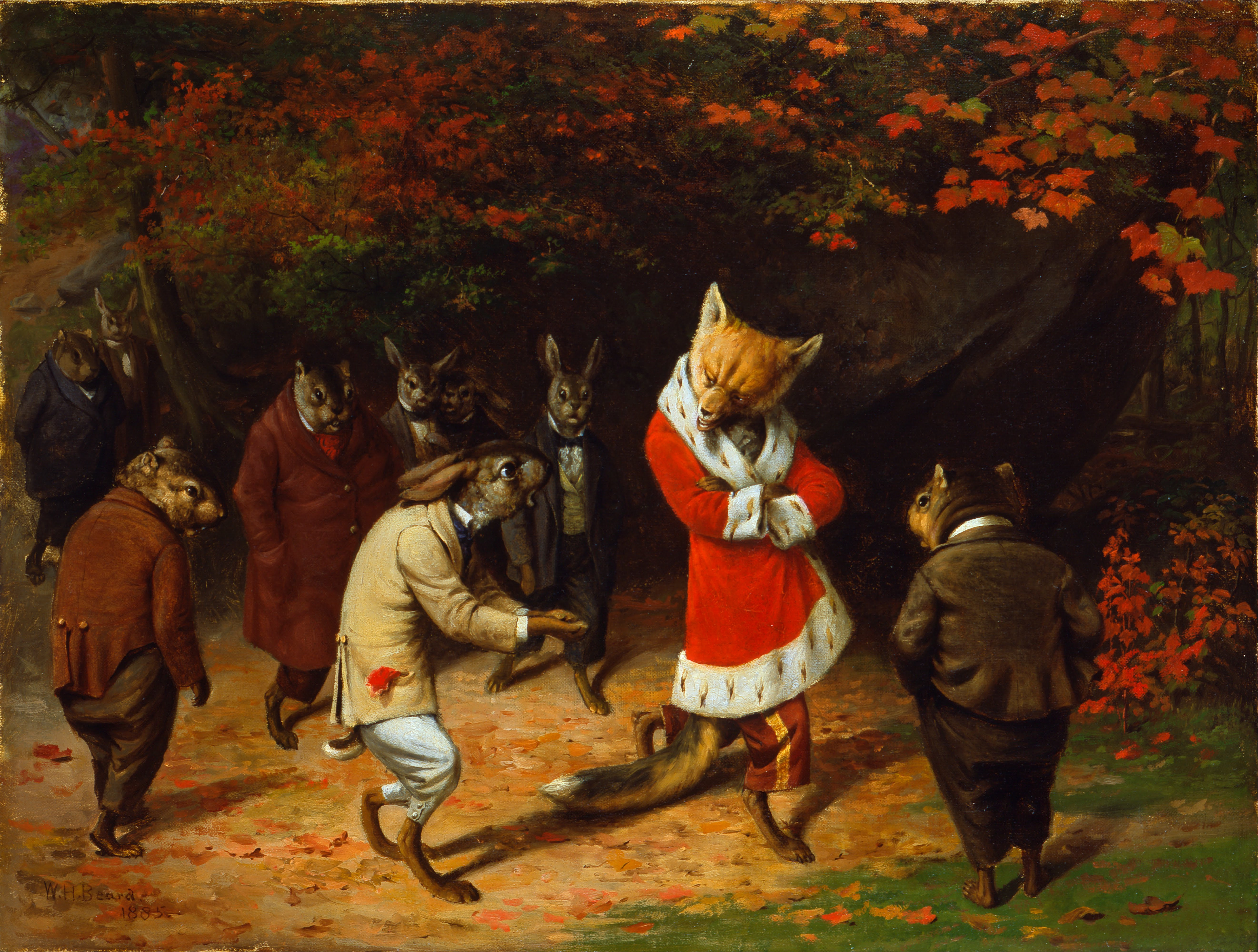
His Majesty Receives, 1885, Musée d'art d'Indianapolis
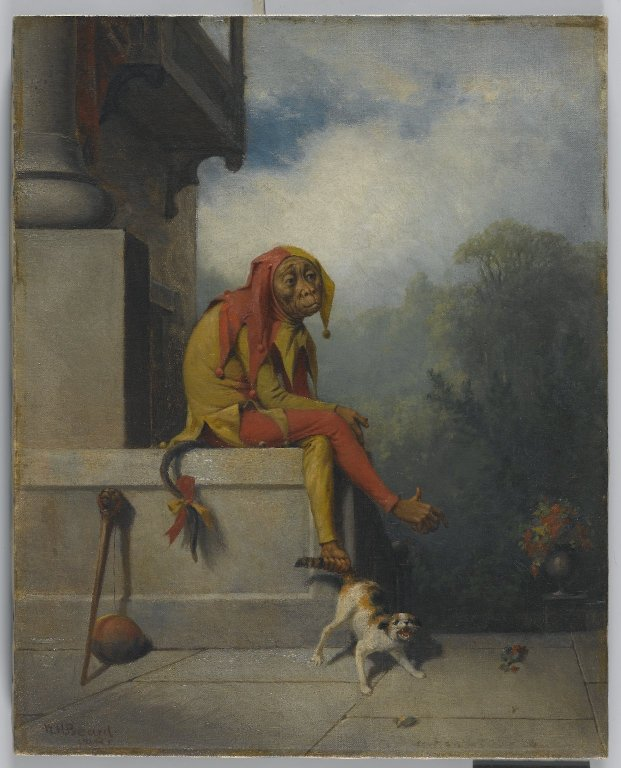
For What Was I Created?, 1886, Brooklyn Museum
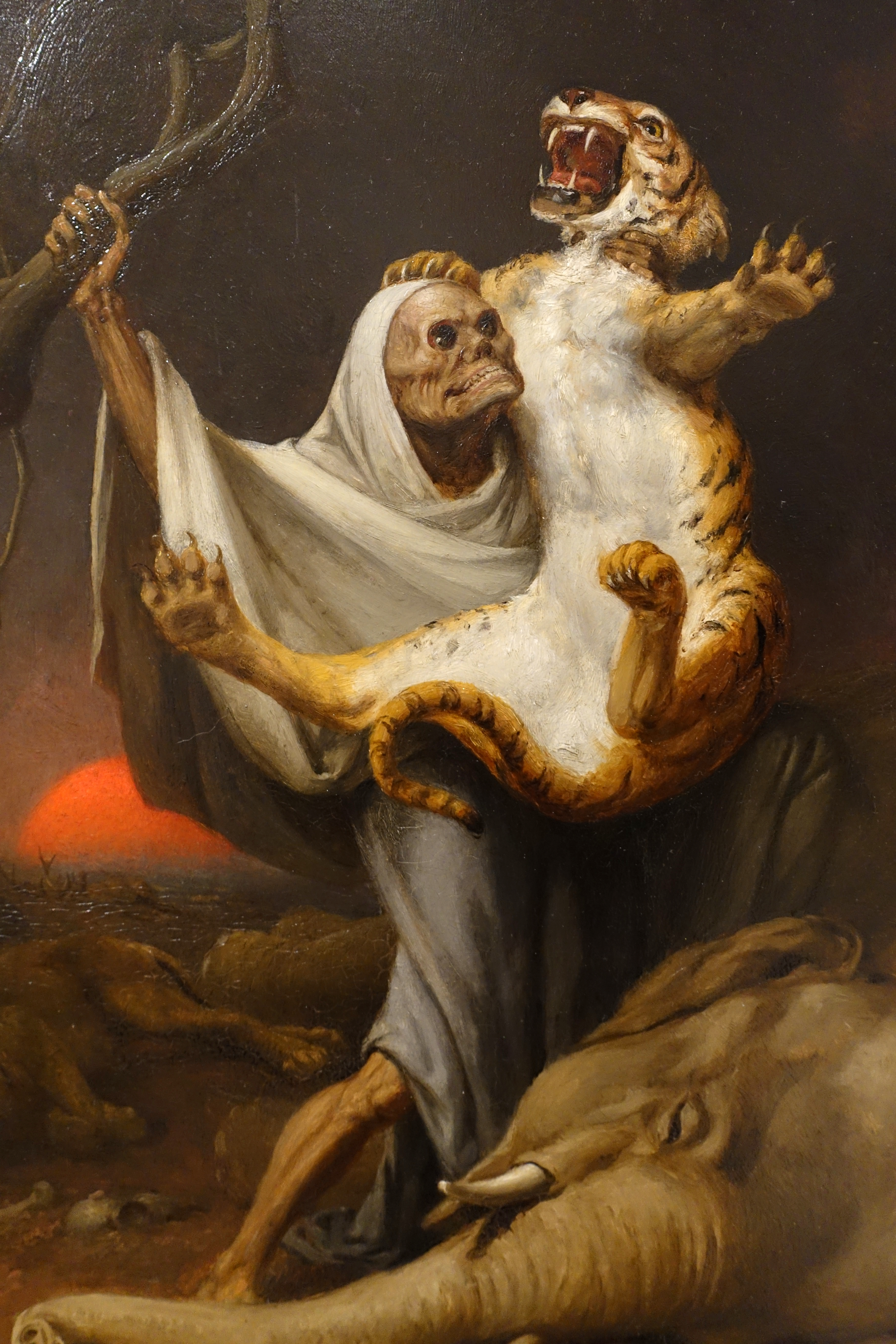
Power of Death, vers 1889-1890, Fogg Art Museum
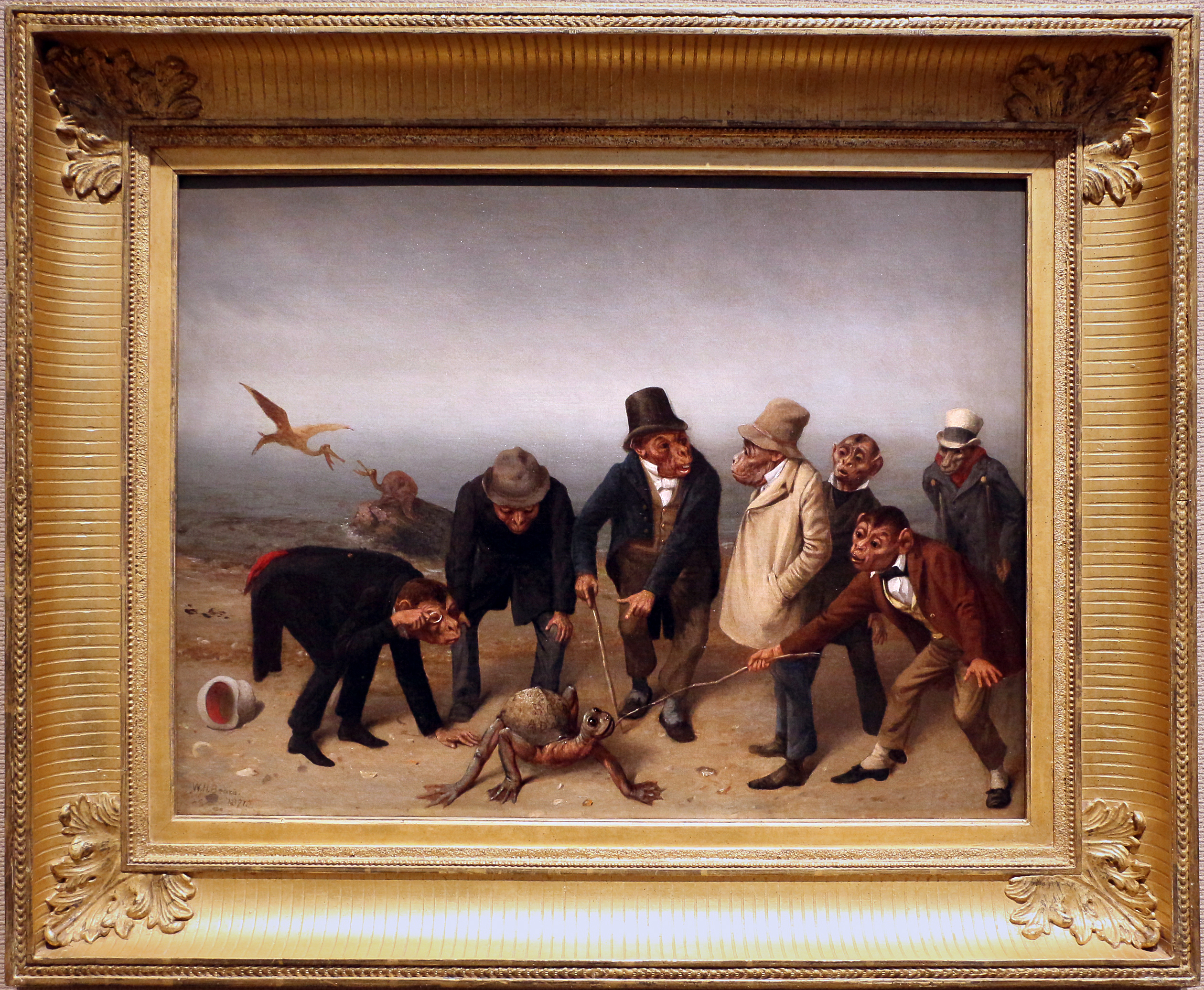
The Discovery of Adam, 1891, Musée d'Art de Toledo
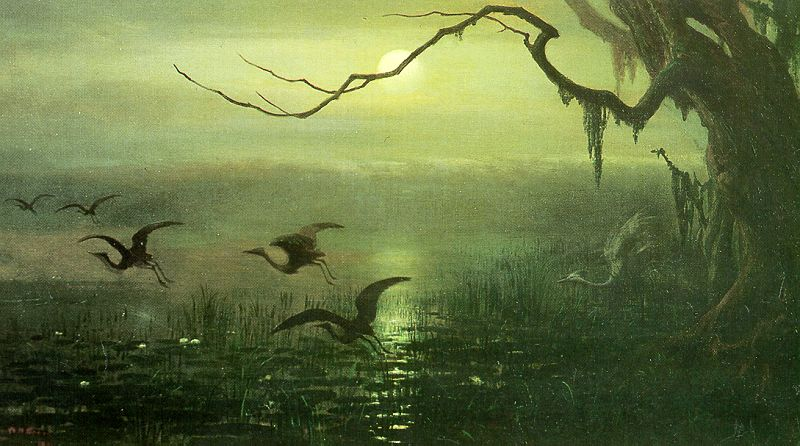
Phantom Crane, 1891
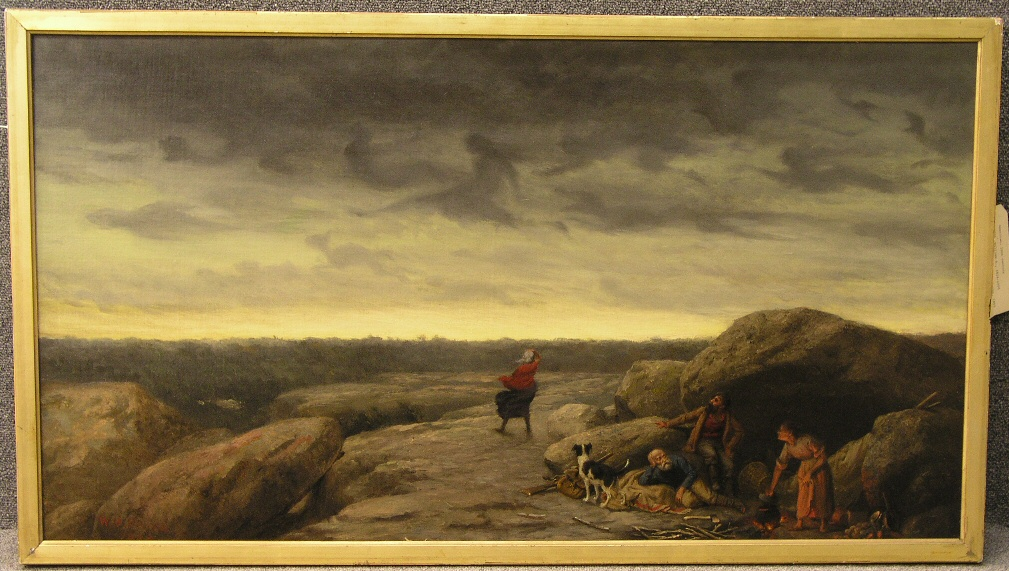
And the Sky was Full of Forms, 1893, Rhode Island School of Design Museum